# كانواس
كانواس هي بلدية في البرازيل، تتبع ريو غراندي دو سول، بلغ عدد سكانها 323٬827  نسمة، في 2010، تبلغ مساحتها 131٫097 كيلومتر مربع، رمزها البريدي هو 92000-000.

## الموقع
تشترك في الحدود مع:
- بورتو أليغري.

## أعلام
- ماركو مايا
- خوسيه أفونسو ريبيرو